# 타인항 (1959년)
타인항(Thanh Hằng, 한자: 青姮(청항), 1959년 ~ )은 베트남의  텔레비전 배우, 연극 배우, 희극 배우, 클래식 가수이다.

## 수상
- 1990년 베트남의 전국 까이르엉(베트남 오페라의 일종) 페스티벌 – 금메달
- 1997년 마이방(Mai Vàng) 시상식 – 올해의 가장 뛰어난 배우

## 출연 작품

### 텔레비전 드라마
- Xóm Gà
- Nếu còn có ngày mai
- Ra giêng anh cưới em
- Hương quê
- Lênh đênh phận bạc
- Cha rơi
- Dzìa đi tía ơi
- Tìm vợ cho bà

## 가족 관계
- 외증조할아버지: 하이누이(Hai Núi, 연극 배우 겸 클래식 가수)
  - 외증조부모의 아들: 헤띠(Hề Ty, 연극 배우 겸 클래식 가수)
  - 외증조부모의 아들: 바뗏(Ba Tẹt, 연극 배우 겸 클래식 가수)
  - 외할어머니: 뜨 엘렌(Tư Hélène, 연극 배우 겸 클래식 가수)
  - 외할아버지: 하일롱(Hai Long, 연극 배우 겸 클래식 가수)
    - 어머니: 낌호아(Kim Hoa, 연극 배우 겸 클래식 가수)
    - 아버지: 호아이쩌우(Hoài Châu, 연극 배우 겸 클래식 가수)
      - 자매: 응언꾸인(Ngân Quỳnh, 배우 겸 클래식 가수)
      - 자매: 타인응옥(Thanh Ngọc, 배우 겸 클래식 가수)
      - 자매: 타인응언(Thanh Ngân, 배우, 클래식 가수, 민요 가수)